# Jesse Sorensen
Jesse Sorensen (né le 1er avril 1989 à Blum, Texas) est un catcheur américain connu pour son travail à la Total Nonstop Action Wrestling.

## Carrière

### Total Nonstop Action Wrestling (2011-2013)

#### Début, X Division et rivalité avec Kid Kash et blessure (2011-2013)
Sorensen débute à la Total Nonstop Action Wrestling (TNA), le 7 juillet à l'édition d'Impact Wrestling où il participe à un tournoi à trois voies pour déterminer celui qui sera dans le Fatal 4 Way à Destination X (2011) pour un contrat à la TNA. Mais il perd ce match. Il revient à la TNA en backstage le 11 août avec tout le reste du roster de la X Division dans le bureau de Eric Bischoff qui veut lui, éliminer la X Division de la TNA. Le 8 aout la TNA annonce que Sorensen a signé un contrat avec l'entreprise. Il participe le 18 août à un Gauntlet match qui comprenait, Austin Aries, Zema Ion, Kid Kash, Robbie E, Alex Shelley, Mark Haskins, Anthony Nese et lui mais le perd après avoir éliminé 3 des participants. Il entame une rivalité avec Kid Kash le 18 août, qui donne un match lors de l'édition d'Impact Wrestling du 15 août, où il perd. Lors d'Impact Wrestling à Huntsville Alabama du 1er septembre 2011, il fait équipe avec Brian Kendrick et ils battent Kid Kash et Austin Aries. Lors de No Surrender, il bat Kid Kash. Lors de Turning Point, il perd contre Austin Aries dans un match qui comprenait Kid Kash et ne remporte pas le TNA X Division Championship. Lors de Genesis, il perd contre Austin Aries dans un match qui comprenait aussi Kid Kash et Zema Ion et ne remporte pas le TNA X Division Championship.
Le 12 février lors de Against All Odds 2012, il perd contre Zema Ion, par blessure, à la suite d'une mauvaise réception de moonsault. Sorensen sera gravement blessé. Il souffre de fractures des vertèbres cervicales. Le docteur de Sorensen estime à un an le temps avant de récupérer de sa blessure.
Le 5 juin 2013, Sorensen est licencié de la TNA.

### Florida Underground Wrestling (2013-2014)
Le 27 juin, Sorensen remonte sur le ring pour un match par équipe dans lequel il était associé à Nick Fame. C'est son premier match depuis son licenciement.

### Ring of Honor (2013)
Il fait ses débuts lors de ROH Glory By Honor XII en perdent contre Tommaso Ciampa.

## Caractéristiques
- Prise de Finition
  - Outward rolling cutter

- Prise favorites
  - Running swinging neckbreaker
  - No-handed over the top rope somersault dive

- Surnoms
  - The Jett

- Equipes et Clans
  - Hunks In Trunks (avec Nick Fame) (2011)

## Palmarès
- Florida Underground Wrestling
  - 1 fois FUW Flash Champion
  - 1 fois FUW Tag Team Champion avec Nick Fame

- Paragon Pro Wrestling
  - 1 fois PPW World Champion[6]
  - 1 fois PPW Tag Team Champion avec Wes Brisco